# Happysad

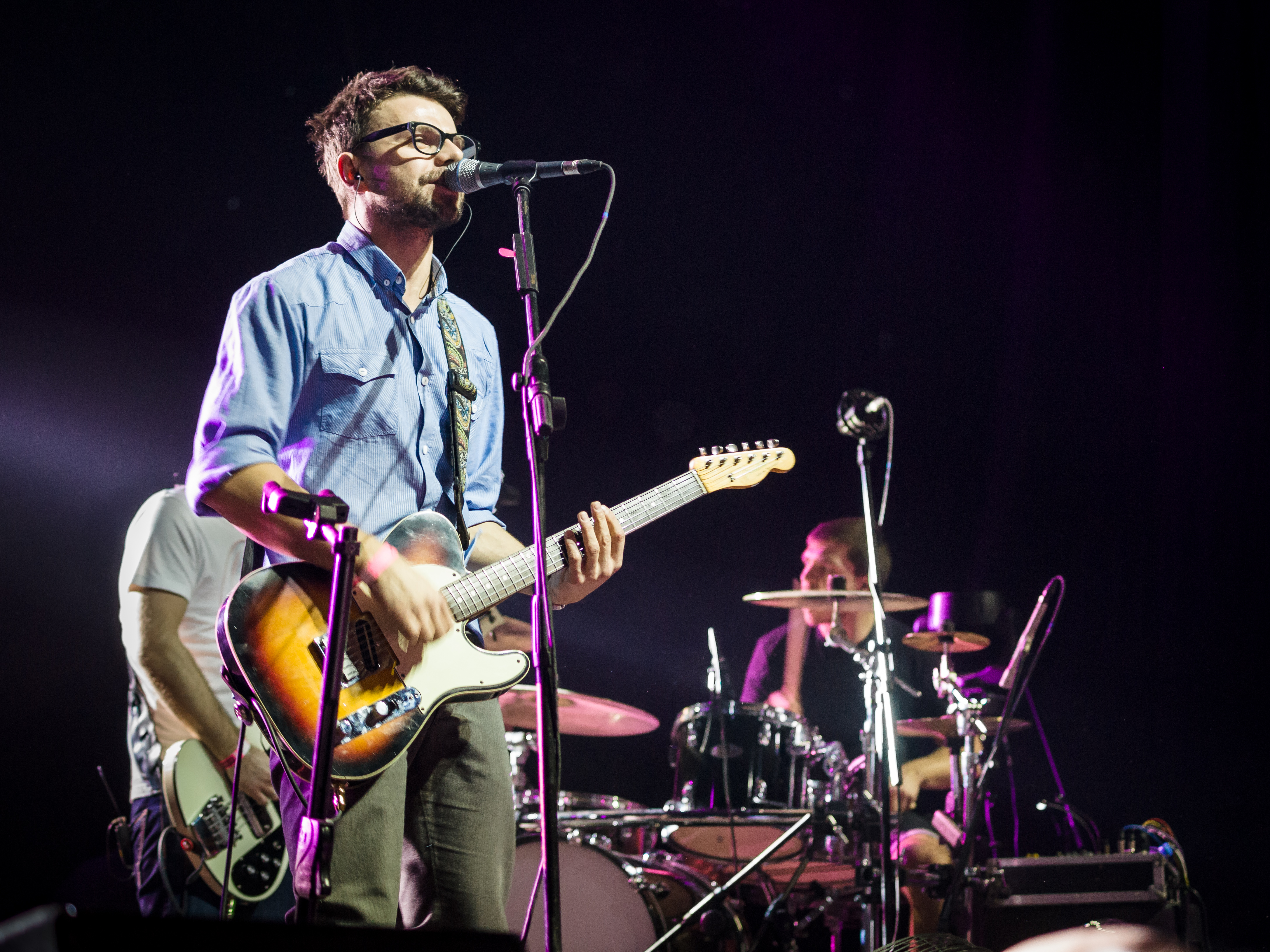
Якуб Кавалєц «Quka», вокаліст happysad.

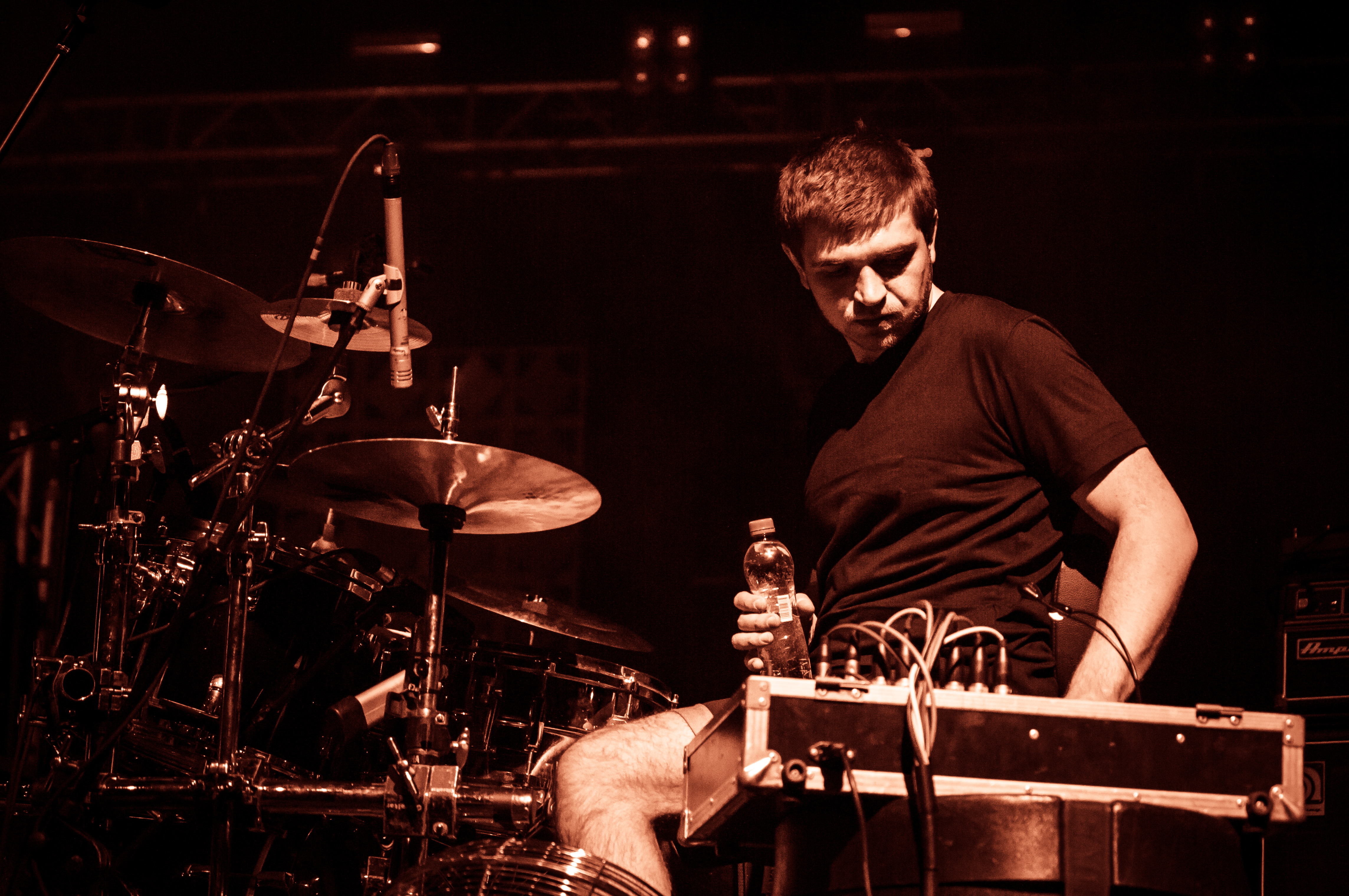
Ярослав Дубінський «Dubin», барабанщик happysad.

happysad — польський рок-гурт, створений 2001 року у місті Скаржисько-Каменна.
Члени колективу грали разом і раніше. З 1995 року виступали під назвою HCKF (Hard Core'owe Kółko Filozoficzne), а з 1997 року команда була перейменована в Happy Sad Generation. Назва happysad (з малої літери) встановилася 2002 році, коли вона була обрана як логотип групи і було записано перше демо з матеріалом, який згодом став частиною альбому Wszystko jedno. Група описує свою музику як «регресивний рок».

## Склад гурту

### Сучасний склад
- Куба «Quka» Кавалєц — вокал, гітара
- Лукаш «Pan Latawiec» Цеглінські — гітара, вокал
- Артур «Artour» Телька — бас-гітара
- Ярослав «Dubin» Дубінський — барабани
- Даніель Поморські — труба

### Колишні члени гурту
- Павел Пулторак — барабани
- Пйотр «Szosiu» Шостак — барабани
- Мацєк «Ponton» Сосновський — барабани

## Дискографія
- Wszystko jedno (1 червня, 2004)
- Podróże z i pod prąd (12 жовтня, 2005)
- Nieprzygoda (1 вересня, 2007)
- Na żywo w Studio (24 листопада, 2008, DVD)
- Na żywo w Studio (16 лютого, 2009, Live CD)
- Mów mi dobrze (19 жовтня, 2009)
- ciepło / zimno (5 вересня, 2012)